# Radeon Instinct
AMD Radeon Instinct — це бренд професійних графічних процесорів AMD. У 2016 році він замінив бренд AMD FirePro S. У порівнянні з брендом Radeon, що випускається як звичайні споживчі та ігрові продукти, продукти під брендом Radeon Instinct призначені для прискорення глибокого навчання, створення штучних нейронних мереж і високопродуктивних обчислювальних програм/GPGPU.
Лінійка продуктів Radeon Instinct безпосередньо конкурує з лінійками відеокарт для глибокого навчання Nvidia Tesla і Intel Xeon Phi і картами GPGPU.
З моменту представлення MI100 у листопаді 2020 року сімейство Radeon Instinct відоме як AMD Instinct, що виключає марку Radeon з назви.

## Продукти
Три перших продуктів Radeon Instinct були анонсовані в грудні 2016 року, кожен з яких базується на іншій архітектурі.

### MI6
MI6 — це карта на базі Polaris 10 з пасивним охолодженням і 16 ГБ пам’яті GDDR5 і TDP <150 Вт.  Очікувалось, що зі швидкістю 5,7 TFLOPS (FP16 і FP32) MI6 буде використовуватися в основному для заключення, а не для навчання нейронних мереж. MI6 має максимальну продуктивність обчислень з подвійною точністю (FP64) 358 GFLOPS.

### MI8
MI8 — це карта на Fiji, аналогічна R9 Nano, і, як очікується, буде мати TDP <175 Вт. MI8 має 4 ГБ HBM пам'яті. На швидкості 8,2 TFLOPS (FP16 і FP32) MI8 позначений у напрямку висновку. MI8 має максимальну (FP64) обчислювальну продуктивність подвійної точності 512 GFLOPS.

### MI25
MI25 - це карта на основі Vega, яка використовує пам'ять HBM2. Очікується, що продуктивність MI25 становитиме 12,3 TFLOPS з використанням номерів FP32. На відміну від MI6 і MI8, MI25 здатний підвищити продуктивність при використанні нижчих точних чисел, і, відповідно, очікувалося, що він досягне 24,6 TFLOPS при використанні чисел FP16. MI25 має TDP <300 Вт з пасивним охолодженням. MI25 також забезпечує пікову подвійну точність 768 GFLOPS (FP64) зі швидкістю 1/16.

## Програмне забезпечення
Наступне програмне забезпечення станом на 2022 рік перегруповано в мета-проект Radeon Open Compute.

### MxGPU
Всі продукти MI6, MI8 і MI25 підтримують технологію віртуалізації AMD MxGPU, що дозволяє використовувати ресурси GPU між кількома користувачами..

### MIOpen
MIOpen — це бібліотека глибокого навчання AMD, яка забезпечує прискорення глибокого навчання GPU. Багато в чому це розширює програмне забезпечення GPUOpen Boltzmann Initiative. Це призначено для конкуренції з частинами глибокого навчання бібліотеки CUDA Nvidia. Він підтримує фреймворки глибокого навчання: Theano, Caffe, TensorFlow, MXNet, Microsoft Cognitive Toolkit, Torch і Chainer. Програмування підтримується в OpenCL і Python, на додаток до підтримки компіляції CUDA через інтерфейс гетерогенних обчислень AMD для портативності та компілятор гетерогенних обчислень.

## Модельний ряд
| Модель (кодове ім'я)              | Дата виходу       | Архітектура і техпроцес | Транзистори і площа ядра | Ядро               | Ядро          | Швидкість заповнення | Швидкість заповнення | GFLOPS   | GFLOPS   | GFLOPS   | Пам'ять        | Пам'ять     | Пам'ять        | Пам'ять                    | TBP (Вт)       | Інтерфейс вводу-виводу |
| Модель (кодове ім'я)              | Дата виходу       | Архітектура і техпроцес | Транзистори і площа ядра | Конфігурація       | Частота (MHz) | ГТ/с                 | ГП/с                 | Половина | Одинарна | Подвійна | Тип і ширина   | Об'єм (ГіБ) | Частота (МТ/с) | Пропускна здатність (Гб/с) | TBP (Вт)       | Інтерфейс вводу-виводу |
| --------------------------------- | ----------------- | ----------------------- | ------------------------ | ------------------ | ------------- | -------------------- | -------------------- | -------- | -------- | -------- | -------------- | ----------- | -------------- | -------------------------- | -------------- | ---------------------- |
| Radeon Instinct MI6 (Polaris 10)  | 12 грудня 2016    | GCN 4 14 нм             | 5.7×109 232 мм2          | 2304:144:32 36 CU  | 1120 1233     | 177.6                | 39.46                | 5800     | 5800     | 358      | GDDR5 256-біт  | 16          | 7000           | 224                        | 150            | PCIe 3.0 x16           |
| Radeon Instinct MI8 (Fiji XT)     | 12 грудня 2016    | GCN 3 28 нм             | 8.9×109 596 мм2          | 4096:256:64 64 CU  | 1000          | 256.0                | 64.0                 | 8200     | 8200     | 512      | HBM 4096-біт   | 4           | 1000           | 512                        | 175            | PCIe 3.0 x16           |
| Radeon Instinct MI25 (Vega 10 XT) | 12 грудня 2016    | GCN 5 14 нм             | 12.5×109 510 мм2         | 4096:256:64 64 CU  | 1400 1500     | 384                  | 96.0                 | 24600    | 12300    | 768      | HBM2 2048-біт  | 16          | 1704           | 436.2                      | 300            | PCIe 3.0 x16           |
| Radeon Instinct MI50 (Vega 20 GL) | 18 листопада 2018 | GCN 5 7 нм              | 13.2×109 331 мм2         | 3840:240:- 60 CU   | 1450 1725     | 348 414              | -                    | 26500    | 13300    | 6600     | HBM2 4096-біт  | 16 або 32   | 2000           | 1024                       | 300            | PCIe 4.0 x16           |
| Radeon Instinct MI60 (Vega 20 GL) | 18 листопада 2018 | GCN 5 7 нм              | 13.2×109 331 мм2         | 4096:256:- 64 CU   | 1500 1800     | 384 460.8            | -                    | 29450    | 14725    | 7362.5   | HBM2 4096-біт  | 32          | 2000           | 1024                       | 300            | PCIe 4.0 x16           |
| AMD Instinct MI100 (MI100 XL)     | 12 листопада 2020 | CDNA 1.0 7 нм           | ? 750 мм2                | 7680:480:- 120 CU  | 1000 1502     | 480 720              | -                    | 184600   | 23100    | 11500    | HBM2 4096-біт  | 32          | 2400           | 1228.8                     | 300            | PCIe 4.0 x16           |
| AMD Instinct MI210 (?)            | Грудень 2021      | CDNA 2.0 6 нм           | 58 x 109 ? мм2           | 6656:416:- 104 CU  | 1000 1700     | ?                    | -                    | 181000   | 22630    | 22630    | HBM2e 4096-біт | 64          | 1600           | 1638                       | 300            | PCIe 4.0 x16           |
| AMD Instinct MI250 (?)            | 8 листопада 2021  | CDNA 2.0 6 нм           | 58 x 109 ? мм2           | 13312:832:- 208 CU | 1000 1700     | ?                    | -                    | 362100   | 45300    | 45300    | HBM2e 8192-біт | 128         | 1600           | 3276.8                     | 500 560 (макс) | PCIe 4.0 x16           |
| AMD Instinct MI250X (?)           | 8 листопада 2021  | CDNA 2.0 6 нм           | 58 x 109 ? мм2           | 14080:880:- 220 CU | 1000 1700     | ?                    | -                    | 383000   | 47900    | 47900    | HBM2e 8192-біт | 128         | 1600           | 3276.8                     | 500 560 (макс) | PCIe 4.0 x16           |

1. 1 2 3  Значення підсилене (якщо є) наведено під базовим значенням курсивом.
2. ↑  Швидкість заповнення текстури розраховується як кількість блоків відображення текстури, помножена на базову (або прискорюючу) тактову частоту ядра.
3. ↑  Швидкість заповнення пікселів розраховується як кількість вихідних одиниць візуалізації, помножена на базову (або прискорюючу) тактову частоту ядра.
4. ↑  Точна продуктивність розраховується на основі базової (або розширеної) тактової частоти ядра на основі операції FMA.
5. ↑  Уніфіковані шейдери : Текстурні блоки : Блоки растеризації :  Обчислювальні одиниці (CU)